# Sally Shipard
Sally Jean Shipard (Tumut, Nueva Gales del Sur, Australia; 20 de octubre de 1987) es una exfutbolista australiana que jugaba como centrocampista. 
Shipard jugó en Australia en el Wagga PCYC y el Canberra United FC (2009-14), y también jugó en Alemania en el Bayer Leverkusen (2012).
Con la selección australiana fue subcampeona de la Copa Asiática en 2006 y campeona en 2010. También jugó los Juegos Olímpicos 2004 y los Mundiales 2007 y 2011. Se retiró prematuramente en 2014 por una lesión.

## Estadísticas

### Clubes
| Club                           | País      | Año         |
| ------------------------------ | --------- | ----------- |
| Canberra United FC             | Australia | 2009 - 2014 |
| Bayer 04 Leverkusen (préstamo) | Alemania  | 2012        |

## Palmarés

### Títulos nacionales
| Título               | Club               | País      | Año     |
| -------------------- | ------------------ | --------- | ------- |
| W-League (Australia) | Canberra United FC | Australia | 2011-12 |

### Títulos internacionales
| Título                      | Equipo    | Sede               | Año  |
| --------------------------- | --------- | ------------------ | ---- |
| Campeonato Sub-20 de la OFC | Australia | Papúa Nueva Guinea | 2004 |
| Copa Asiática de la AFC     | Australia | China              | 2010 |

(*) Incluyendo la Selección

## Distinciones
- Medalla Julie Dolan a la mejor jugadora de la W-League: 2011-12
- Jugadora del Año del Canberra United FC: 2011
- Jugadora Australiana del Año: 2012